# Cheilanthes opposita
Cheilanthes opposita är en kantbräkenväxtart som beskrevs av Georg Friedrich Kaulfuss. Cheilanthes opposita ingår i släktet Cheilanthes och familjen Pteridaceae. Inga underarter finns listade.